# Mehmet Günsür (Schriftsteller)
Mehmet Günsür (* 1955 in Istanbul; † 19. Juni 2004 ebenda) war ein türkischer Schriftsteller, Maler und Werbetexter.
Mehmet Günsür besuchte das Galatasaray-Gymnasium, eine Eliteschule in Istanbul. 1974 trat Günsür der Arbeiterpartei der Türkei bei und arbeitete in deren Presseabteilung. Er wurde dann in die Mimar-Sinan-Universität der schönen Künste aufgenommen, die er 1984 abschloss. Er arbeitete für verschiedene Werbeagenturen als Texter, Creative Director und Manager. Er trat auch als Maler ans Licht der Öffentlichkeit und hatte mehrere Ausstellungen.
Von 1995 an veröffentlichte er mehrere Bücher als Privatdrucke. Sein einziges verlegtes Werk, der Erzählband İçeriye Bakan Kim? („Wer schaut hinein?“) erhielt 2003 den Sait-Faik-Literaturpreis, einen der begehrtesten Literaturpreise der Türkei. Günsür galt als einer der wichtigsten Erzähler der neueren türkischen Literatur.

## Werke
- İçeriye Bakan Kim? Can Yayınları, İstanbul 2006, ISBN 978-975-07-0690-5.